# Morti nel 1116
| Questa pagina contiene informazioni ricavate automaticamente dalle voci biografiche con l'ausilio del template Bio e di un bot. L'aggiornamento è periodico e automatico e ricostruisce completamente la pagina. Se manca una persona in questa lista, sei pregato di non aggiungerla, ma accertati piuttosto che la sua voce biografica contenga il template Bio e che i dati anagrafici siano correttamente compilati. Se il template Bio manca, inseriscilo tu stesso o, in alternativa, metti l'avviso {{tmp\|Bio}} che ne segnala la mancanza. Se i dati riportati sono sbagliati, correggi direttamente la voce biografica; le modifiche saranno visibili in questa lista entro pochi giorni. Per chiarimenti vedi il progetto biografie. La lista contiene solo le 11 persone che sono citate nell'enciclopedia e per le quali è stato implementato correttamente il template Bio. Pagina aggiornata al 26 apr 2025. |

- 27 gennaio - Wiprecht III di Groitzsch, nobile tedesco
- 3 febbraio - Colomanno d'Ungheria, sovrano ungherese
- 23 febbraio - Gallo, vescovo e cardinale francese
- 10 dicembre - Mainardo, vescovo cattolico italiano
- Arcimbaldo VI di Borbone, nobile francese
- Jimena Díaz, nobile spagnola (n. 1046)
- Comita I de Lacon-Zori, re
- Ramiro Sánchez di Monzón, nobile spagnolo (n. 1070)
- Maria di Scozia, nobile scozzese (n. 1082)
- Colomba di Pagliara, santa italiana (n. 1100)
- Alberto di Sabbioneta, nobile italiano